# ウラ嵐マニア
『ウラ嵐マニア』（ウラアラマニア）は、日本の男性アイドルグループ・嵐のコンピレーション・アルバム。2012年9月20日・9月21日にジェイ・ストーム公式サイト限定で発売された。

## 解説
本作は、2012年9月20日・21日に国立霞ヶ丘競技場で行われた「アラフェス」の開催を記念して発売された。その収録内容はこれまで発売されたシングルのカップリング曲を中心に、入手困難な曲を収録したコンピレーション・アルバム（B面集（裏ベスト・アルバム））である。
ポニーキャニオン時代のカップリング曲「明日に向かって」「明日に向かって吠えろ」「OK!ALL RIGHT! いい恋をしよう」「はなさない!」「恋はブレッキー」は『嵐 Single Collection 1999-2001』に収録されているため本作には未収録。
ジェイ・ストーム移籍後のカップリング曲「道」「道 DOUBLE Ver.」「 FINAL Remix feat. WISH, Love so sweet & One Love」「COOL & SOUL for DOME07」は本作には未収録。
アルバム『ARASHI No.1〜嵐は嵐を呼ぶ〜』のうち、インスト曲「Introduction 〜STORM〜」を除くアルバム曲が収録されている。
「Green」のような未発表曲のうち、「La tormenta chapter Ⅱ」（VHS/DVD『How's it going? SUMMER CONCERT 2003』に収録。）などがあるがそれらは選曲から漏れている。
当初 10曲目は「ALL or NOTHING」となっていたが、後に、アレンジバージョンである「ALL or NOTHING Ver.1.02」に変更された。
本作はジェイ・ストームのホームページ内特設サイトでの予約限定販売（申込期間：2012年8月16日13:00から8月23日24:00まで）となっており、一般のレコード店やオンラインショップなどでは販売されなかった。また、商品はアラフェス開催中（2012年9月20日・21日）に配送された。1人1セットまでの購入制限で、販売・配送は日本国内のみ。
2021年、本作の続編となる『ウラ嵐BEST』が発売された。

## 収録曲

### Disc 1
1. DANGAN-LINER [4:07]
  - 1stアルバム『ARASHI No.1〜嵐は嵐を呼ぶ〜』収録曲
2. サワレナイ [4:45]
  - 1stアルバム収録曲
3. 愛と勇気とチェリーパイ [5:17]
  - 1stアルバム収録曲
4. Deepな冒険 [4:37]
  - 1stアルバム収録曲
5. helpless [5:10]
  - 1stアルバム収録曲
6. On Sunday [5:07]
  - 1stアルバム収録曲
7. 野性を知りたい [4:32]
  - 1stアルバム収録曲
8. アレルギー [4:03]
  - 1stアルバム収録曲
9. ココロチラリ [4:37]
  - 1stアルバム収録曲
10. ALL or NOTHING Ver.1.02 [5:08]
  - 2ndアルバム『HERE WE GO!』収録曲
11. スケッチ [5:51]
  - 4thアルバム『いざッ、Now』通常盤付属応募券当選CD収録曲
12. Re(mark)able [4:34]
  - 写真集『ARASHI IS ALIVE!』付属CD収録曲
13. Green [19:53]
作詞：嵐、作曲：youth case、編曲：ha-j
  - 2008年開催「ARASHI Marks 2008 Dream-A-live」初披露曲
  - 日本テレビ系『Touch! eco 2009 いま、私達にできること。 ズームイン!!SUPER×NEWS ZERO』イメージソング

曲終了後シークレットトークを収録。
6thベスト・アルバム『ウラ嵐BEST 2008-2011』にも収録された。

### Disc 2
1. 冬のニオイ [5:12]
  - 10thシングル『とまどいながら』カップリング曲
2. 君がいいんだ [5:10]
  - 10thシングルカップリング曲
3. コイゴコロ [5:00]
  - 10thシングルカップリング曲
4. 五里霧中 [3:35]
  - 12thシングル『PIKA★★NCHI DOUBLE』カップリング曲
5. Hey Hey Lovin' You [4:50]
  - 13thシングル『瞳の中のGalaxy/Hero』通常盤カップリング曲
6. 手つなごぉ [4:32]
  - 14thシングル『サクラ咲ケ』カップリング曲
7. イチオクノホシ [4:32]
  - 15thシングル『WISH』カップリング曲
8. 二人の記念日 [4:49]
  - 15thシングル初回限定盤カップリング曲

歌詞カードの櫻井ラップ部分に誤表記がある。
9. 春風スニーカー [4:42]
  - 16thシングル『きっと大丈夫』カップリング曲
10. NA! NA! NA!! [3:17]
  - 16thシングル通常盤カップリング曲
11. Kissからはじめよう [4:30]
  - 17thシングル『アオゾラペダル』カップリング曲
12. 夏の終わりに想うこと [4:03]
  - 17thシングル通常盤カップリング曲
13. いつまでも [5:01]
  - 18thシングル『Love so sweet』カップリング曲
14. ファイトソング [3:26]
  - 18thシングル初回限定盤カップリング曲
15. Di-Li-Li [4:15]
  - 19thシングル『We can make it!』カップリング曲
16. Future [3:42]
  - 19thシングル初回限定盤カップリング曲

### Disc 3
1. Still... [4:18]
  - 20thシングル『Happiness』カップリング曲
2. Snowflake [3:39]
  - 20thシングル初回限定盤カップリング曲
3. 冬を抱きしめて [4:34]
  - 21stシングル『Step and Go』通常盤カップリング曲
4. How to fly [3:51]
  - 22ndシングル『One Love』通常盤カップリング曲
5. スマイル [3:37]
  - 23rdシングル『truth/風の向こうへ』通常盤カップリング曲
6. 僕が僕のすべて [4:31]
  - 24thシングル『Beautiful days』カップリング曲
7. 忘れられない [4:13]
  - 24thシングル通常盤カップリング曲
8. トビラ [4:22]
  - 25thシングル『Believe/曇りのち、快晴』通常盤カップリング曲
9. season [4:37]
  - 27thシングル『Everything』カップリング曲
10. 時計じかけのアンブレラ [3:54]
  - 28thシングル『マイガール』カップリング曲
11. スーパーフレッシュ [3:59]
  - 28thシングル通常盤カップリング曲
12. 揺らせ、今を [4:27]
  - 29thシングル『Troublemaker』カップリング曲
13. もう一歩 [3:43]
  - 29thシングル通常盤カップリング曲
14. スパイラル [4:34]
  - 30thシングル『Monster』カップリング曲
15. over [4:56]
  - 32ndシングル『Løve Rainbow』カップリング曲
16. タイムカプセル [4:53]
  - 33rdシングル『Dear Snow』通常盤カップリング曲

### Disc 4
1. STORY [4:04]
  - 34thシングル『果てない空』通常盤カップリング曲
2. maboroshi [5:01]
  - 34thシングル通常盤カップリング曲
3. あの日のメリークリスマス [4:24]
  - 34thシングルカップリング曲
4. ever [4:42]
  - 35thシングル『Lotus』カップリング曲
5. Boom Boom [4:10]
  - 35thシングル通常盤カップリング曲
6. 消えぬ想い [4:05]
  - 36thシングル『迷宮ラブソング』初回限定盤カップリング曲
7. together, forever [4:45]
  - 36thシングル通常盤カップリング曲
8. うたかた [4:06]
  - 36thシングル通常盤カップリング曲
9. wanna be... [3:30]
  - 36thシングル通常盤カップリング曲
10. How Can I Love [4:08]
  - 37thシングル『ワイルド アット ハート』初回限定盤カップリング曲
11. ついておいで [4:15]
  - 37thシングル通常盤カップリング曲
12. ふたりのカタチ [4:46]
  - 37thシングル通常盤カップリング曲
13. ひとりじゃないさ [5:01]
  - 38thシングル『Face Down』初回限定盤カップリング曲
14. 目指した未来へ [4:39]
  - 38thシングル通常盤カップリング曲
15. 君がいるから [3:51]
  - 39thシングル『Your Eyes』初回限定盤カップリング曲
16. 花火 [3:48]
  - 39thシングル通常盤カップリング曲
17. voice [4:29]
  - 39thシングル通常盤カップリング曲